# Agente (linguistica)
Il termine agente indica in grammatica il ruolo di una parola (o sintagma) all'interno della frase che indica chi o che cosa compie un'azione (dal latino agens, agentis, dunque chi fa o agisce). Si tratta quindi molto spesso del soggetto nella frase attiva.
- Esempio: La ragazza mangia le mele.

La ragazza è l'agente di una frase attiva, e al contempo è il sintagma che indica il soggetto, che ha quindi il ruolo sintattico di dare forma al verbo da coniugare.
Trattandosi di un dato semantico e non sintattico, chi svolge il ruolo di agente non cambia se la frase da attiva viene trasformata in passiva. In questo caso, in italiano, l'agente è espresso mediante un complemento di agente.
- Esempio: Le mele sono mangiate dalla ragazza.

In questo caso le mele, che conserva il ruolo semantico di paziente, è il sintagma che viene preso come soggetto cui si accorda il verbo coniugato. Rispetto al primo esempio, il sintagma la ragazza conserva il ruolo di agente, ma dal punto di vista grammaticale non è più soggetto, diventando invece complemento di agente.
Il ruolo di agente può essere marcato da morfemi speciali in alcune lingue come il giapponese, dove si utilizzano degli hiragana ( が e  は).